# FreeBASIC
FreeBASIC es un lenguaje de programación y compilador libre, de fuente abierta (licencia GPL) del lenguaje BASIC. Se diseñó para ser compatible en sintaxis con QuickBASIC, aportando nuevas capacidades. Puede compilarse para DOS, Microsoft Windows, Linux y XBOX, y está siendo portado a otras plataformas. 
FreeBASIC está soportado por las herramientas de programación binutils de GNU y puede generar ejecutables de consola y GUI, además de bibliotecas dinámicas y estáticas.
Las capacidadas que distinguían a QuickBasic, como la biblioteca gráfica y el acceso a puertos hardware, se han añadido al FreeBASIC. Algunas características nuevas son los punteros y el ensamblador en línea; en breve dispondrá de objetos y soporte a Unicode.
Pueden utilizarse con FreeBasic las bibliotecas de GNU-C; se dispone ya de cabeceras para wxWidgets, Gtk, GSL, SDL, Allegro, Lua, OpenGL y MySQL. La lista crece con cada edición.
FreeBASIC se está utilizando en aplicaciones importantes. El compilador tiene más de 57.000 líneas y está escrito en FreeBASIC. La documentación está siendo escrita por los propios usuarios mediante un Wiki.

## Sintaxis
La sintaxis es extremadamente similar a la del producto QuickBASIC de Microsoft, aunque incorpora numerosas mejoras relacionadas con las técnicas de codificación más modernas, como la estructuración y el uso de tipos definidos por el usuario, como objetos.

### Comentarios
Los comentarios se pueden poner usando apóstrofos
```
'' Este es un comentario de una sola línea

Print
 
"Hola Mundo"
 
'' comentario después de una sentencia

```

### Variables
Las variables deben ser declaradas especificando su tipo con Dim
```
'' Ejemplo de declaración de variables

'' Una variable por cada sentencia Dim

Dim
 
text
 
As
 
String

Dim
 
x
 
As
 
Double

'' Declaración de más de una variable de diferentes tipos

Dim
 
k
 
As
 
Single
,
 
factor
 
As
 
Double
,
 
s
 
As
 
String

'' Declaración de más de una variable del mismo tipo

Dim
 
As
 
Integer
 
mx
,
 
my
,
 
mz
 
,
mb

```

### Condicionales
Una sentencia condicional (If) ejecuta su bloque de código interno solo si se cumple cierta condición. Se define usando la palabra clave If seguida de la condición, y el bloque de código. Condiciones adicionales, si las hay, se introducen usando ElseIf seguida de la condición y su bloque de código. Todas las condiciones se evalúan secuencialmente hasta encontrar la primera que sea verdadera, y su bloque de código asociado es el único que se ejecuta. Opcionalmente, puede haber un bloque final (la palabra clave Else seguida de un bloque de código) que se ejecuta solo cuando todas las condiciones fueron falsas.
```
Dim
 
As
 
Integer
 
num
,
 
guess

Randomize

num
 
=
 
Int
(
Rnd
 
*
 
10
)
 
+
 
1
 
'Crea un número al azar entre 1 y 10...

                

Print
 
"Adivine el número entre 1 y 10"

Input
 
"Introduzca un número"
;
 
guess
 

If
 
guess
 
>
 
10
 
OrElse
 
guess
 
<
 
1
 
Then
  
'El usuario introdujo un número fuera de rango

    
Print
 
"El número debe ser menor que 10 o mayor que 1!"

ElseIf
 
guess
 
>
 
num
 
Then
  
'Muy alto

    
Print
 
"Muy grande"

ElseIf
 
guess
 
<
 
num
 
Then
  
'Muy bajo

    
Print
 
"Muy chico"

Else
                     
'Correcto

    
Print
 
"Correcto!"

End
 
If

```

### Bucle For/Next
El bucle for es similar a foreach en otros lenguajes. Recorre un objeto iterable y por cada elemento ejecuta el bloque de código interno:
```
Dim
 
As
 
Integer
 
i
,
 
j
,
 
k

j
 
=
 
9
:
 
k
 
=
 
1

For
 
i
 
=
 
0
 
To
 
j
 
Step
 
k
  

    
Print
 
i
;
    

Next
 
i

```

### Bucle While/Wend
El bucle while evalúa una condición y, si es verdadera, ejecuta el bloque de código interno. Continúa evaluando y ejecutando mientras la condición sea verdadera. Se define con la palabra clave While seguida de la condición, y a continuación el bloque de código interno:
```
Dim
 
As
 
Integer
 
numero

numero
=
0

While
(
 
numero
<
10
 
)
                             

  
print
 
numero
;
         

  
numero
 
=
 
numero
+
1

Wend

```

### Bucle Do/Loop
La instrucción Do ejecuta las instrucciones en el siguiente bloque de instrucciones hasta/mientras la condición, si la hay, se evalúa como verdadera:
```
Dim
 
As
 
Integer
 
n
 
=
 
1
                            
'' número a verificar

Dim
 
As
 
Integer
 
total_odd
 
=
 
0
                    
'' total de números impares

Do
 
Until
(
 
n
 
>
 
10
 
)

  
If
(
 
(
 
n
 
Mod
 
2
 
)
 
>
 
0
 
)
 
Then
 
total_odd
 
+=
 
1
     
'' incrementa el total si n es impar

  
n
 
+=
 
1

Loop

Print
 
"Total de números impares: "
 
;
 
total_odd

```

### Sentencia Select Case
La sentencia Select Case ejecuta código específico según el valor de una expresión. La expresión se evalúa una vez y se compara con cada caso, en orden, hasta que se encuentra una coincidencia. Se ejecuta el código dentro de la rama Case correspondiente, y el programa salta al final del bloque Select Case. Si no se cumplen ninguna de las condiciones Case, entonces se ejecuta el código dentro de la rama Case Else en el caso de que exista.
```
Dim
 
choice
 
As
 
Integer

Input
 
"Elija un número entre 1 y 10: "
;
 
choice

Select
 
Case
 
As
 
Const
 
choice

Case
 
1

    
Print
 
"El número es 1"

Case
 
2

    
Print
 
"El número es 2"

Case
 
3
,
 
4

    
Print
 
"El número es 3 o 4"

Case
 
5
 
To
 
10

    
Print
 
"El número está en el rango de 5 a 10"

Case
 
Else

    
Print
 
"El número está fuera del rango de 1 a 10"

End
 
Select

```

### Función Factorial
```
Function
 
Factorial
(
n
 
As
 
Integer
)
 
As
 
Integer

    
If
 
n
 
=
 
0
 
Then
 

        
Return
 
1

    
End
 
If

    
Return
 
n
 
*
 
Factorial
(
n
 
-
 
1
)

End
 
Function

```